# Carlo Guasti
Carlo Guasti (Prato, 31 maggio 1950) è un ex calciatore italiano, di ruolo difensore.

## Caratteristiche tecniche
Giocava come terzino

## Carriera
Esordisce tra i professionisti nella stagione 1968-1969, nella quale gioca 2 partite nel campionato di Serie C con la maglia del Prato, squadra della sua città natale; nella stagione 1969-1970 conquista il posto da titolare, terminando il campionato con 33 presenze, ripetendosi poi anche nella stagione 1970-1971, nella quale gioca tutte e 34 le partite di campionato disputate dalla sua squadra.
A fine anno viene ceduto al Catania, club appena retrocesso dalla Serie A alla Serie B, categoria nella quale Guasti nel corso della stagione 1971-1972 totalizza 27 presenze in campionato, venendo poi riconfermato anche per la stagione 1972-1973, nella quale gioca altre 5 partite nella serie cadetta. Nella stagione 1973-1974, la sua ultima nel club etneo (che a fine anno retrocede in Serie C), gioca infine altre 15 partite di Serie B.
Nella stagione 1974-1975 gioca in Serie C nel Chieti, con cui milita nel campionato di terza serie anche nel corso della stagione 1975-1976, chiusa dai neroverdi abruzzesi con la retrocessione in Serie D. Guasti veste la maglia del Chieti anche durante la stagione 1976-1977 e durante la stagione 1977-1978, disputata nuovamente in Serie C, campionato nel quale il difensore toscano gioca 34 delle 38 partite in programma e mette anche a segno 3 reti. Nel 1978 fa ritorno al Prato, con cui nella stagione 1978-1979 gioca nel neonato campionato di Serie C2; rimane in rosa anche nella stagione 1979-1980, nella quale gioca 30 partite contribuendo alla vittoria del campionato (e, quindi, alla promozione in Serie C1). Nella stagione 1980-1981 segna una rete in 20 presenze nel campionato di Serie C1 col Prato, che a fine anno retrocede in Serie C2. Chiude la carriera nel 1983, dopo aver giocato per due stagioni con il Montevarchi.

## Palmarès

### Club

#### Competizioni nazionali
- Serie C2: 1

Prato: 1979-1980
- Serie D: 1

Chieti: 1976-1977 (girone D)